# Milena Santerini
Milena Santerini (Roma, 25 febbraio 1953) è una politica e pedagogista italiana, deputata alla Camera nella XVII legislatura della Repubblica Italiana.

## Biografia
Milena Santerini è Ordinaria di Pedagogia presso l'Università Cattolica del Sacro Cuore di Milano dove insegna Pedagogia interculturale; sempre all’UNICATT è Direttrice del Centro di Ricerca sulle Relazioni interculturali e del Master “Competenze interculturali e integrazione dei minori".
È vice-preside del Pontificio Istituto Giovanni Paolo II per le scienze della famiglia, dove insegna dal 2021; dal 2023 è docente di Pedagogia interculturale alla Pontifica Università Urbaniana di Roma.
Dal 2020 al 2022 è stata coordinatrice nazionale per la lotta contro l'antisemitismo presso la Presidenza del Consiglio dei ministri, nominata da Giuseppe Conte e poi confermata da Mario Draghi.
Dal 2013 al 2018 è stata Deputata nella XVII Legislatura con la lista di Scelta Civica, di cui è stata anche vicepresidente e poi nel gruppo parlamentare Democrazia Solidale - Centro Democratico.
 In Parlamento ha presentato la Legge che istituisce il 6 marzo come Giornata dei Giusti dell'umanità e ha promosso la Commissione Jo Cox contro l'odio e l'intolleranza e la proposta di legge ripresa in Senato con una mozione da Liliana Segre che istituisce dal 2020 la Commissione straordinaria contro i fenomeni di odio.
E' Vicepresidente della Fondazione Memoriale della Shoah di Milano, che ha contribuito a ideare e realizzare con la Comunità di Sant'Egidio ed è membro dal 2023 del Consiglio di Amministrazione della Fondazione CDEC (Centro di Documentazione Ebraica Contemporanea). 
Fa parte della Delegazione italiana presso l'IHRA (International Holocaust Remembrance Alliance).
Milena Santerini è stata General Rapporteur on combating racism and intolerance al Consiglio d'Europa, Presidente della No Hate Parliamentary Alliance e membro della Commissione europea contro il razzismo e l'intolleranza ECRI (European Commission against Racism and Intolerance), del Consiglio d’Europa.
Fa parte del Consiglio scientifico del FIDR (Forum Internazionale Democrazia e Religioni) per l'integrazione delle minoranze religiose in Italia e della Fondazione Intercultura.
Tra i suoi temi di attività e ricerca vi è il contrasto all'hate speech (con l'Osservatorio Mediavox dell'Università Cattolica di Milano), i processi interculturali, l'integrazione degli immigrati, la pedagogia della famiglia, i diritti dei più fragili. Ha coordinato numerosi progetti a livello internazionale.
Il 7 marzo 2019 le è stata conferita dal Presidente della Repubblica Sergio Mattarella l'onorificenza di Cavaliere Ordine al Merito della Repubblica Italiana.

## Opere
- Giustizia in educazione: svantaggio scolastico e strategie educative, Brescia, Editrice La Scuola, 1990, OCLC 1001693848.
- Cittadini del mondo. Educazione alle relazioni interculturali, Brescia, Editrice La Scuola, 1994, ISBN 88-350-8933-6.
- L'educatore: tra professionalità pedagogica e responsabilità sociale, Brescia, Editrice La Scuola, 1998, OCLC 800926138.
- Educare alla cittadinanza. La pedagogia e le sfide della globalizzazione, Roma, Carocci Editore, 2001, ISBN 88-430-1864-7.
- Intercultura, Brescia, Editrice La Scuola, 2003, ISBN 88-350-1583-9.
- Antisemitismo senza memoria. Insegnare la Shoah nella scuola multiculturale, Roma, Carocci Editore, 2005, ISBN 88-430-3416-2.
- Il racconto dell'altro. Educazione interculturale e letteratura, Roma, Carocci Editore, 2008, ISBN 978-88-430-4764-2.
- La scuola della cittadinanza, Roma - Bari, Editori Laterza, 2010, ISBN 978-88-420-9134-9.
- Educazione morale e neuroscienze. La coscienza dell'empatia, Brescia, Editrice La Scuola, 2011, ISBN 978-88-350-2761-4.
- Da stranieri a cittadini: educazione interculturale e mondo globale, Milano, Mondadori università - Mondadori education, 2017, ISBN 978-88-6184-576-3.
- La mente ostile. Forme dell'odio contemporaneo, Milano, Raffaello Cortina Editore, 2021, ISBN 978-88-328-5300-1.
- L'antisemitismo e le sue metamorfosi, Firenze, Giuntina, 2023, ISBN 978-88-8057-988-5.

### Curatele
- Educare dopo Auschwitz, Milano, Vita e pensiero, 1995, OCLC 911646495.
- Formazione e pratica interculturale: teoria, Milano, UNICOPLI, 2007, ISBN 978-88-400-1176-9.
- Alunni arabofoni a scuola, Roma, Carocci Editore, 2008, ISBN 978-88-430-4598-3.
- La qualità della scuola interculturale. Nuovi modelli per l'integrazione, Trento, Erickson, 2010, ISBN 978-88-6137-594-9.